# Claude Bourdet
Pour les articles homonymes, voir Bourdet.
Claude Bourdet, né le 28 octobre 1909 à Paris et mort le 20 mars 1996 à Paris, est un résistant (alias Lorrain, dans la Résistance), déporté, compagnon de la Libération, écrivain, journaliste, chef d'entreprise et militant politique français de l'Union de la gauche socialiste (UGS) puis du Parti socialiste unifié (PSU) et du Mouvement pour le désarmement, la paix et la liberté. En 1949, il a fondé L'Observateur avec Gilles Martinet.

## Biographie

### Famille et jeunesse
Il est le fils d'Édouard Bourdet, administrateur de la Comédie-Française et auteur dramatique, et de l'écrivaine Catherine Pozzi.
Claude Bourdet fait des études en Suisse. Il sort de l’École polytechnique fédérale de Zurich avec un diplôme d’ingénieur en physique technique en 1933. Il fait son service militaire, pendant lequel il est sous-lieutenant dans un régiment d’artillerie de montagne. Dès 1936, il est chargé de mission au ministère de l’Économie dans le gouvernement du Front populaire. C'est à cette époque qu'il se marie avec la joueuse de tennis Ida Adamoff, ils ont trois enfants.

### Résistance et déportation
Claude Bourdet est mobilisé en 1939 comme lieutenant à l'état-major de l'artillerie divisionnaire de la 57e division d'infanterie (57e DI) et connaît les heures difficiles de la bataille de France. Démobilisé en août 1940, il devient entrepreneur dans l'industrie, et entre dans la Résistance dès l'automne 1940. Il est rapidement très actif dans les mouvements de Résistance. Il participe avec Henri Frenay à la fondation de Combat, dont il est membre du comité directeur puis représentant en 1943 lors du départ de Frenay à Londres puis à Alger. Il se charge à partir de 1942 de la création et du développement du service de noyautage des administrations publiques dont il est le responsable national. Il a pour adjointe Éveline Garnier, la nièce de Jacques Maritain, et pour secrétaire Andrée Jacob. Claude Bourdet représente Combat au Conseil national de la Résistance.
Il est arrêté par la Gestapo le 25 mars 1944, dans l'appartement de Jacqueline Gruner où il avait rendez-vous avec le général de Bénouville. Il est emprisonné à Fresnes, puis au camp de Royallieu à Compiègne (où il fait la connaissance de Maurice Bourdet) et de là déporté dans plusieurs camps de concentration : Neuengamme, Sachsenhausen (où il croise Pierre Le Rolland et René Lhopital) et Buchenwald.

### Engagements politiques et activités journalistiques[3]
À la Libération, l'expérience de la guerre l'a fait évoluer vers l'extrême gauche et la recherche d'un socialisme non stalinien. Il participe au Centre d'action des gauches indépendantes (CAGI), qui n'a aucune inclination pour le stalinisme.
À son retour des camps au printemps 1945, il est nommé à l'Assemblée consultative au titre des prisonniers et déportés. Il en est élu vice-président le 24 juillet, pour peu de temps, puisque cette assemblée cesse d'exister le 3 août 1945.
Il s’associe à la fin de 1945, avec Hector de Galard, Henri Frenay, Marceau Pivert, et aussi très brièvement avec François Mitterrand pour fonder la revue Socialisme et liberté. Parallèlement, il est administrateur général, à titre bénévole, de la Radiodiffusion française du 11 décembre 1945 au 14 février 1946. Il est mis fin à ses fonctions à la suite d'une fiction radiophonique à propos de la bombe atomique, accusée d'avoir créé une panique. Puis il fonde à l’été 1946 avec d’autres anciens de Socialisme et liberté (Yves Déchezelles, Henri Frenay, Marceau Pivert), le journal Octobre. Ils sont alors imprégnés par un certain nombre de thèmes (pacifisme, anticolonialisme) autour de la recherche d’un passage démocratique au socialisme et de la formation d’un nouveau pôle à gauche, conservant l’esprit de la résistance socialiste tout en refusant l’asservissement stalinien. Henri Frenay et de Marceau Pivert, il fonde le "Mouvement socialiste pour les États-Unis d’Europe" puis en démissionne quand ce dernier devient une simple branche du Mouvement européen. Avec David Rousset et Jean-Paul Sartre il hésite à tenter l’expérience d’une troisième force politique, mais leurs plans sont modifiés par le triomphe du RPF aux municipales de 1947 et le début de guerre froide en 1948-1949. Il devient directeur politique et éditorialiste de Combat, prenant la succession d'Albert Camus en mai 1947.
Claude Bourdet écrit ainsi plus de 400 éditoriaux dans Combat, qui tire alors à 100 000 exemplaires par jour, et soutient le Titisme, après avoir participé en 1949 aux Brigades de travail en Yougoslavie.
Fin 1949, il signe, aux côtés d'André Gide et Louis Jouvet, une pétition réclamant des négociations de paix avec le Vietminh pour mettre fin à la guerre d'Indochine. Un débat très vif sur les « atrocités françaises » en Indochine traverse alors l’opinion publique en métropole depuis l’été 1949, ce qui a entrainé la réédition du livre Indochine SOS,, écrit en 1935 par Andrée Viollis, qui était alors grand reporter au Petit Parisien, principal quotidien de l'époque et qui travaillait depuis pour Ce Soir, le quotidien communiste d'après-guerre, en multipliant les reportages en Tunisie.
Début 1950, Claude Bourdet en vient à traiter Henri Frenay de néofasciste, à cause de leurs divergences sur l'Indochine. Ces idées étaient pourtant exprimées dans le journal Octobre, puis sous sa plume dès 1947, dans Combat. Puis François Mauriac s'en prend en février 1950 à Bourdet, qui a approuvé dans Combat le refus des cheminots de charger du matériel de guerre dans les trains
Mais un conflit éclate avec le nouveau propriétaire du journal, Henri Smadja, qui soutient les gaullistes. Dans deux numéros successifs, les 6 et 9 février 1950, Claude Bourdet lance un appel aux lecteurs pour la création d’un hebdomadaire anticolonialiste, ce qui lui vaut son renvoi de Combat, après un vote des actionnaires le 27 février 1950. Grâce à l'apport des lecteurs qui ont souscrit financièrement à son appel, il crée cet hebdomadaire qui tire à 20 000 exemplaires dès le 1er numéro, à la mi-avril.
Dans sa lettre d'adieu aux lecteurs, il affirme représenter « la hauteur de vues, la tenue et l'indépendance que lui avaient données Albert Camus et ses amis », affime qu'il ne fait sur des rédacteurs « aucune pression d'aucun ordre » pour qu'ils le suivent, et rappelle que « l'indépendance politique et rédactionnelle de Combat vis-à-vis de M. Smadja » reposait sur des règles d'unanimité des autres porteurs de parts, finalement fragiles, car Henri Frenay, Jacques Dhonf, Cerf et Planque se sont opposés à Marcel Gimont, Georges Altschuler et André Haas, qui l'ont eux soutenu. Le tirage du quotidien chute alors à 40 000 exemplaires, près de la moitié du lectorat et un procès l'oppose aux actionnaires, qui estiment que son départ de Combat leur a causé ce préjudice, au cours duquel il réclame de son côté deux millions de francs de dommages et intérêts.
Avec Gilles Martinet et Roger Stéphane, Claude Bourdet fonde ainsi en 1950 L’Observateur qui devient L’Observateur Aujourd’hui (1953) puis France Observateur (1954) puis le Nouvel observateur (1964) puis L'Obs en 2014 et enfin Le Nouvel Obs en 2024. Claude Bourdet y défend l’union de toutes les gauches autour d'une seule et même cause : la justice sociale.

#### Anti-colonialisme
Il soutient aussi la lutte anti-coloniale, dénonce la répression à Madagascar et la torture en Algérie dans un article du 6 décembre 1951 intitulé « Y a-t-il une Gestapo en Algérie? », à l'occasion des procès de 1951-1952 de militants de l'Organisation spéciale du Mouvement pour le triomphe des libertés démocratiques de Messali Hadj. Il réitère ses accusations dès le début de la guerre dans « Votre Gestapo d'Algérie », le 13 janvier 1955.

Le 29 mars 1956, Claude Bourdet écrit :
« Cent mille jeunes Français sont menacés d'être jetés dans la sale guerre d'Algérie, d'y perdre leurs meilleures années, peut-être d'y être blessés, voire tués, pour une cause que peu d'entre eux approuvent, dans un genre de combat qui révolte la plupart. »
Le surlendemain, sur plainte du ministre de la Défense nationale, il est inculpé d'entreprise de démoralisation de l'armée, emprisonné à Fresnes et relâché le même jour. La plupart des journaux réagissent avec vigueur contre l'incarcération, y compris Combat et Le Figaro. France-Observateur est ensuite saisi à plusieurs reprises à cause de ses articles sur la guerre d'Algérie.
Claude Bourdet est l'un des élus de l’Union de la gauche socialiste au Conseil de Paris, conseiller municipal du 13e arrondissement de 1959 à 1971.
Claude Bourdet est l'un des fondateurs du Parti socialiste unifié (PSU) en avril 1960. Son militantisme politique, jugé excessif par ses ennemis, entraîne des tensions qui aboutissent, en 1963, à une rupture majeure au sein de l’équipe de France-Observateur avec son départ.
Il est membre du Comité de parrainage du Centre d’information et de coordination pour la défense des libertés et de la paix, situé rue du Landy à Clichy, et de la rédaction de son journal clandestin Témoignages et Documents qui lutte contre la censure. Ce journal, publie en 1960 le Manifeste des 121, titré « Déclaration sur le droit à l’insoumission dans la guerre d’Algérie » et signé par des intellectuels, universitaires et artistes mais pas par Claude Bourdet.
À l'initiative de l'Action civique non-violente, trente-six personnalités, dont Claude Bourdet et Gilles Martinet du Parti socialiste unifié (PSU) et Gisèle Halimi, signent l'appel à un rassemblement à Paris, le 28 mai 1960, contre les camps d'internement administratif où sont consignés des Algériens sur simple suspicion d'appartenance au Front de libération nationale. Les policiers « bousculent, traînent et entassent les manifestants les uns sur les autres ; il y a de nombreux coups de pied dans le ventre ou les reins, des coups de poing, des vêtements déchirés, beaucoup sont partiellement ou complètement nus à l’arrivée des camions ! » Selon les autorités judiciaires, 629 personnes sont appréhendées. Elles sont emprisonnées jusqu’au lendemain.

« Nombreux étaient les jeunes gens, chrétiens, membres du P.S.U., jeunes communistes isolés n'appartenant à aucune organisation, qui nous disaient au cours de cette nuit : « C'est la première fois que nous avons l'impression de faire quelque chose : ni les partis, ni les syndicats, ni les comités n'avaient su nous donner cet espoir et cette satisfaction. » »

— Claude Bourdet, « « Action directe » et « non-violence » », France Observateur,‎ 2 juin 1960 (lire en ligne)
En 1961, Claude Bourdet invective et dénonce le préfet de police Maurice Papon à propos des exactions et massacres commis à Paris le 17 octobre 1961 par la police contre les manifestants algériens du FLN. Il milite au SGEN-CFDT dont il dirige la Commission pédagogique nationale aux côtés de Jacques Natanson.

#### Pacifisme
Claude Bourdet milite activement dans le mouvement lancé par Garry Davis pour la citoyenneté mondiale,.
En février 1963, il est cosignataire d'une lettre du Comité de secours aux objecteurs de conscience réclamant au Président de la République et au Premier ministre un statut pour que les objecteurs puissent effectuer un service civil et non militaire.
En février – mars 1963, pour se démarquer du Mouvement de la paix qui est lié au parti communiste, il lance, avec le soutien du Parti socialiste unifié (PSU), une organisation non-alignée, le Mouvement contre l'armement atomique (MCAA),. Claude Bourdet en est président et le biologiste Jean Rostand président d’honneur. En 1968, Le MCCA élargit son champ d’intervention et se rebaptise Mouvement pour le désarmement, la paix et la liberté (MDPL).
En octobre 1974, il préside à la Mutualité, à Paris, un meeting de soutien aux soldats signataires d'un pétition appelée Appel des 100, demandant l'amélioration des conditions de vie et l'introduction des libertés d'association et d'expression dans les casernes.
Dans un article de Témoignage chrétien du 29 avril 1976, il parle de manière positive des exploits du régime des Khmers rouges en Cambodge, mais dénonce aussi sa brutalité qu'il explique par des souffrances des guerres et invasions étrangères du Cambodge auparavant et souhaite que le pays sort de son isloation.
En 1978, il est le candidat du Front autogestionnaire aux élections législatives à Villeurbanne, opposé au maire Charles Hernu, spécialiste des affaires militaires du parti socialiste,.
En février 1979, il crée et préside la première Association France-Palestine, qui vise à « développer l'aide matérielle et humanitaire au peuple palestinien meurtri par la guerre, l'exil et l'occupation [...et] œuvrer pour que [...] soient reconnus et effectivement respectés les droits nationaux inaliénables du peuple palestinien, qui lutte sous la direction de son seul représentant légitime, l'Organisation de libération de la Palestine (O.L.P.) »,.
En 1981, il est co-solidaire de la publication Avis de recherche consacrée au soutien des appelés insoumis au service militaire.
Claude Bourdet est membre du Comité de parrainage du Centre de documentation et de recherche sur la paix et les conflits rebaptisé Observatoire des armements.
Claude Bourdet continue à publier des articles dans Témoignage chrétien, Politique hebdo ou Politis et participe aux numéros spéciaux du Nouvel Observateur.
Il se définissait comme un humaniste chrétien de gauche combattant tous les totalitarismes[réf. nécessaire].

### Mort
Claude Bourdet meurt le 20 mars 1996 âgé de 86 ans. Après la cérémonie religieuse, les honneurs militaires lui sont rendus dans la grande cour des Invalides.

## Distinctions et hommages
- Commandeur de la Légion d'honneur
- Compagnon de la Libération par décret du 19 octobre 1945[41]
- Croix de guerre 1939–1945, palme de bronze
- Médaille de la Résistance française par décret du 31 mars 1947[42]

La place Claude-Bourdet dans le 13e arrondissement de Paris porte son nom depuis le 20 janvier 2003.

## Publications de Claude Bourdet
- « Une nouvelle Mecque économique : Wörgl ou l'argent fondant », 1933, in L'Illustration du 9 septembre 1933, p. 56.
- Le Schisme Yougoslave, Paris, Minuit, 1950.
- Les Chemins de l'Unité, Paris, Maspéro, 1964.
- À qui appartient Paris, Paris, Le Seuil, 1972.
- L'Aventure incertaine - De la Résistance à la Restauration, Paris, Stock, 1975.
- L’Europe truquée ; supra-nationaliste, Pacte atlantique, force de frappe, Paris, Seghers, 1977.
- Mes batailles, Éditions In fine, 1993.
- L'Afrique, l’aventure d’Albarka, Jean Suret-Canal et Claude Bourdet, Éditions Burin-Martinsart, 1973.